# Leucomium terrestre
Leucomium terrestre là một loài Rêu trong họ Leucomiaceae. Loài này được (Müll. Hal.) Kindb. mô tả khoa học đầu tiên năm 1891.